# Brückenmühle (Willanzheim)
Brückenmühle ist ein Wohnplatz des Marktes Willanzheim im Landkreis Kitzingen (Unterfranken, Bayern). Sie liegt in der Gemarkung Willanzheim.

## Geografische Lage
Die Einöde liegt am Breitbach. Ein Anliegerweg führt 100 Meter nördlich zur „Herrnsheimer Straße“ (=Staatsstraße 2419) des Gemeindeteils Willanzheim.

## Geschichte
Mit dem Gemeindeedikt (frühes 19. Jahrhundert) wurde Brückenmühle dem Steuerdistrikt Willanzheim und der Ruralgemeinde Willanzheim zugewiesen.

### Einwohnerentwicklung
| Jahr      | 001818 | 001836 | 001840 | 001861 | 001871 | 001885 |
| Einwohner | 4      | 11     | 9      | *      | 7      | 14     |
| Häuser    | 1      | 1      | 1      |        |        | 2      |
| Quelle    | [ 3 ]  | [ 6 ]  | [ 7 ]  | [ 8 ]  | [ 9 ]  | [ 10 ] |

## Religion
Brückenmühle ist römisch-katholisch geprägt und bis heute nach St. Martin (Willanzheim) gepfarrt.